# 萊馬鎮區 (明尼蘇達州卡斯縣)
萊馬鎮區（英語：Lima Township）是一個位於美國明尼蘇達州卡斯縣的行政鎮區。

## 人口
根據2020年美國人口普查的數據，萊馬鎮區的面積為93.20平方千米，當中陸地面積為91.70平方千米，而水域面積為1.50平方千米。當地共有人口91人，而人口密度為每平方千米1人。